# Die Botschafterin
Die Botschafterin ist ein deutscher Spielfilm aus dem Jahre 1960 mit Nadja Tiller in der Titelrolle. Regie führte Harald Braun.

## Handlung
Im Mittelpunkt der Geschichte steht die junge, strebsame Reporterin Helen Cuttler. Sie ist sehr ehrgeizig und will weit über ihren Beruf hinaus aufsteigen. Um als Spitzenjournalistin Karriere zu machen, sucht sie neue Möglichkeiten, an exklusive Storys über prominente Persönlichkeiten heranzukommen. So beginnt sie Pfade jenseits der Journalistik einzuschlagen. Zunächst heuert Helen als Stewardess bei einer Fluggesellschaft an, die sich darauf spezialisiert hat, besonders wohlhabende und bekannte Persönlichkeiten in nobelstem Ambiente zu befördern. Dieser Job erweist sich bald als ideale Kontaktbörse und wird sogar zu einem beruflichen Sprungbrett.
Eines Tages erwischt Helen den US-Präsidenten bei einer pikanten Situation und erweist sich als dessen rettender Engel, indem sie ihm elegant aus der verfänglichen Lage heraushilft. Nun ist ihr Weg nach oben unaufhaltsam. So von höchster Stelle gefördert, erreicht sie bald höhere Weihen in der Politik. Helen Cuttler tritt in den diplomatischen Dienst ein und wird zur ersten Botschafterin befördert. In dieser Position darf sie schließlich ihr Land offiziell in Paris vertreten.

## Produktionsnotizen
Die Botschafterin wurde am 16. September 1960 uraufgeführt. Es war Harald Brauns letzte Inszenierung; er überlebte die Premiere nur um acht Tage. Dem Drehbuch liegt eine Fortsetzungsgeschichte aus der Revue zugrunde, die Hans Habe unter Pseudonym verfasst hatte. Dies war ein Schlüsselroman, der sich frei am Leben von Clare Boothe Luce orientierte. Die Bauten stammen von Fritz Maurischat, Hermann Warm und Arno Richter, die Kostüme entwarf Lilo Hagen. Die Produktionsleitung hatte Eberhard Krause.
Der Film wurde seit 1965 nicht mehr aufgeführt und galt bis 2016 als verschollen. Am 18. November 2016 wurde er in Anwesenheit der Hauptdarstellerin Nadja Tiller in Göttingen erstmals wieder aufgeführt.

## Kritiken
„In der Mischung von Ernsthaftigkeit des Vorwurfs und besserer Kolportage ausgesprochen widerwärtig.“

„Kein Lustspiel aus Hollywood, sondern ernst gemeinte deutsche Zeitdramatik. Als solche ebenso verfehlt im Stil wie taktlos im politischen und menschlichen Bereich.“

„Die hanebüchene Geschichte wird ohne jede ironische Distanz zu einem völlig ernstgemeinten - und deshalb lächerlichen - Melodram aufgeblasen.“

„Der Film, den der legendäre Produzent Hans Abich ("Die Bekenntnisse des Hochstaplers Felix Krull") mitverantwortete, leidet vor allem unter der völlig unironischen Präsentation seiner reichlich hanebüchenen Geschichte, die sich am Ende zum handfesten Melodram auswächst. So wirkt die fertige Arbeit leider oft unfreiwillig komisch, woran auch die gute Besetzung nichts zu ändern vermag. Neben Nadja Tiller, die in der Hauptrolle eine solide Vorstellung bietet, agiert auch der junge Hansjörg Felmy durchaus überzeugend.“